# Bill Oakley
Bill Oakley, nascido em 1966, é um escritor americano, mais conhecido pelo seu trabalho em The Simpsons. Oakley nasceu e cresceu em uma fazenda de Maryland. Na Oitava série esteve em St. Albans High School onde conheceu Josh Weinstein, em 1983, os dois criaram uma revista de humor. Mais tarde foi estudar na Universidade de Harvard, graduando-se em 1988 depois de estudar história americana.